# Hertha Maier
Hertha Maier (geboren als Hertha Raffalt) (* 13. April 1922 in Ingolstadt; † 2. Oktober 1967 in Ingolstadt) war eine deutsche Tischtennisnationalspielerin. Sie gehörte in den 1950er-Jahren zu den besten Spielerinnen in Deutschland.

## Werdegang
Hertha Raffalt begann ihre Karriere in Ingolstadt. Um 1950 heiratete sie und spielte fortan unter dem Namen Hertha Maier beim Verein MTV München von 1879. Mit diesem wurde sie 1950/51 deutscher Mannschaftsmeister der Damen. Bei den bayerischen Meisterschaften siegte sie zwischen 1949 und 1960 sechs Mal im Einzel und fünf Mal im Doppel. 1949 wurde sie zusammen mit Gisela Eberth deutsche Vizemeisterin im Doppel, zwei Jahre später erreichte sie im Einzel Platz drei. Im Deutschlandpokal siegte sie 1949/50 mit der Mannschaft von Bayern.
Hertha Maier war die erste Nationalspielerin aus Bayern. Sie wurde für die Weltmeisterschaft 1951 in Wien nominiert, wo sie mit der deutschen Mannschaft Platz neun belegte. Bei der WM 1959 in Dortmund nahm sie nur an den Individualwettbewerben teil.
1950/51 wurde sie in der nationalen DTTB-Rangliste auf Platz drei geführt.

## Privat
Hertha Maier hatte eine Tochter (* 1954).

## Turnierergebnisse
| Verband | Veranstaltung     | Jahr | Ort      | Land | Einzel     | Doppel    | Mixed      | Team |
| ------- | ----------------- | ---- | -------- | ---- | ---------- | --------- | ---------- | ---- |
| FRG     | Weltmeisterschaft | 1959 | Dortmund | FRG  | letzte 128 | letzte 32 | letzte 128 |      |
| GER     | Weltmeisterschaft | 1951 | Wien     | AUT  | letzte 16  | letzte 16 | letzte 64  | 9    |